# Maison d'arrêt du Puy-en-Velay
La maison d'arrêt du Puy-en-Velay est une maison d’arrêt française située dans la ville du Puy-en-Velay, dans le département de la Haute-Loire et dans la région Auvergne-Rhône-Alpes.
L'établissement dépend du ressort de la direction interrégionale des services pénitentiaires de Lyon. Au niveau judiciaire, l'établissement relève du tribunal judiciaire du Puy-en-Velay et de la cour d'appel de Riom.

## Histoire
La maison d'arrêt est construite entre 1880 et 1897 et est mise en service le 20 novembre 1899.
L'établissement comporte une chapelle avec un dispositif particulier encore intact. La chapelle, dont la charpente métallique a été réalisée par Gustave Eiffel, est constituée de 46 stalles de bois numérotées, chaque stalle pouvant accueillir un détenu (homme ou femme) qui pouvait ainsi assister aux offices religieux sans pouvoir voir les autres détenus.
Deux niveaux desservis par des galeries de circulation intérieure éclairées par des verrières permettent une capacité de trente-huit cellules pour les hommes. La chapelle, avec ses aménagements intérieurs : charpente, stalles, tribune sont inscrits au titre des monuments historiques par arrêté du 12 février 1987. La chapelle n'est néanmoins plus utilisée pour le culte mais est parfois ouverte au public lors des Journées européennes du patrimoine,.
Durant la Seconde Guerre mondiale, l'établissement est utilisé par le Régime de Vichy pour emprisonner des résistants. Durant cette période, dans la nuit du 24 au 25 avril 1943, vingt-six maquisards condamnés par le régime de Vichy, pour la plupart communistes, s'évadent de l'établissement avec l'aide d'un commando de résistants, appartenant notamment aux organisations de résistance FTP et Front national qui organisent l'évasion depuis l'extérieur de la prison. 
Une autre évasion similaire a lieu dans la nuit du 1er au 2 octobre 1943 organisée dans les mêmes conditions et aboutissant à l'évasion de 81 détenus, dont certains faisaient partie de la première évasion mais ayant été repris entretemps. Cette évasion est l'une des plus importantes évasions de prisonniers politiques ayant été homologuées.

## Description
Située au 37, boulevard du Président-Bertrand au Puy-en-Velay, la maison d'arrêt est le seul établissement pénitentiaire du département. Elle dépend du ressort de la direction interrégionale des services pénitentiaires de Lyon et, au niveau judiciaire, relève du tribunal judiciaire du Puy-en-Velay et de la cour d'appel de Riom.
L'établissement, situé en centre-ville, s'étend sur 965 m2. Il est mitoyen des habitations privées qui l'entourent et ne dispose d'aucun mirador.
L'établissement a une capacité d'accueil de 31 places exclusivement pour des détenus majeurs hommes prévenus ou condamnés à des peines de moins d'un an. Il est constitué d'un bâtiment administratif et d'un bâtiment unique de détention composé d'un quartier « Maison d'arrêt Hommes » de 27 places, où les prévenus et les condamnés sont séparés, et d'un quartier « Semi-liberté Hommes » de 4 places.
Au 1er février 2022, l'établissement accueillait 49 détenus (soit un taux d'occupation de 158.1%). Dans son rapport annuel pour l'année 2022, le contrôleur général des lieux de privation de liberté établit le constat que l'établissement est l'un des plus surpeuplés de France et le plus surpeuplé de la région Auvergne-Rhône-Alpes, avec un taux d'occupation de 203,7 % pour le quartier « Maison d'arrêt Hommes ».

## Actions de réinsertion
En 2019, la direction interrégionale des services pénitentiaires de Lyon organise un concours de cuisine entre les détenus des établissements pénitentiaires du Puy-en-Velay, de Bonneville et de Moulins-Yzeure dans le cadre d'un projet de réinsertion. Le projet bénéficie du coaching du chef Michel Portos,, les plats présentés par les détenus étant jugés par des professionnels sous la forme d'un concours culinaire. L'expérience est reconduite en 2020, avec la participation supplémentaire de détenus du centre pénitentiaire de Riom, et en 2021, les finales de ces éditions ayant lieu à l'Institut Paul-Bocuse de Lyon.

## Détenus notables
Lucien Midol, député communiste de Seine-et-Oise, et François Billoux, député communiste des Bouches-du Rhône, sont incarcérés dans l'établissement en 1941 avant d'être transférés au bagne de Maison-Carrée en Algérie où il retrouve 27 autres parlementaires communistes.
Albert Demazière, militant politique français, est incarcéré dans l'établissement et participe à l'évasion massive de la nuit du 1er octobre 1943 au 2 octobre 1943.

## Événements notables
En mars 2016, plusieurs événements consécutifs surviennent à la suite d'une fouilles des cellules de l'établissement. Un surveillant est notamment agressé et des détenus tentent de déclencher un incendie en représailles. Les événements nécessitent l'intervention des ERIS.